# Louie Vito
Louis "Louie" Vito (ur. 20 marca 1988 w Columbus) – amerykański snowboardzista. Startował na igrzyskach olimpijskich w Vancouver, gdzie był piąty w halfpipe’ie. Wystartował także na mistrzostwach świata w Sierra Nevada w 2017 roku, gdzie był ósmy. Najlepsze wyniki w Pucharze Świata osiągnął w sezonie 2012/2013, kiedy to zajął 15. miejsce w klasyfikacji generalnej AFU, a w klasyfikacji halfpipe’a był dziewiąty.

## Osiągnięcia

### Igrzyska olimpijskie
| Miejsce | Dzień     | Rok  | Miejscowość | Konkurencja | Zwycięzca   |
| ------- | --------- | ---- | ----------- | ----------- | ----------- |
| 5.      | 17 lutego | 2010 | Vancouver   | Halfpipe    | Shaun White |

### Mistrzostwa świata
| Miejsce | Dzień    | Rok  | Miejscowość   | Konkurencja | Zwycięzca    |
| ------- | -------- | ---- | ------------- | ----------- | ------------ |
| 8.      | 11 marca | 2017 | Sierra Nevada | Halfpipe    | Scotty James |

### Puchar Świata

#### Miejsca w klasyfikacji generalnej
- sezon 2002/2003: -
- sezon 2004/2005: -
- sezon 2005/2006: 203.
- sezon 2008/2009: 79.
  - AFU[3]
- sezon 2012/2013: 15.
- sezon 2013/2014: 76.
- sezon 2016/2017: 41.

#### Miejsca na podium
1. La Molina – 14 marca 2009 (halfpipe) - 2. miejsce
2. Copper Mountain – 12 stycznia 2013 (Halfpipe) - 3. miejsce
3. Mammoth Mountain – 5 lutego 2017 (Halfpipe) - 3. miejsce